# Collocalia troglodytes
Collocalia troglodytes е вид птица от семейство Бързолетови (Apodidae).

## Разпространение
Видът е разпространен във Филипините.